# Carinariidae
Famille
Les Carinariidae forment une famille de mollusques gastéropodes pélagiques, de l'ordre des Littorinimorpha.

## Liste des genres
Selon World Register of Marine Species (25 janvier 2016) :
- genre Cardiapoda d'Orbigny, 1835 -- 2 espèces
- genre Carinaria Lamarck, 1801 -- 6 espèces
- genre Pterosoma Lesson, 1827 -- 1 espèce